# نوقان (یمن)
 نوقان  نام روستایی است در عزلهٔ (لسّلَفُیَة) واعمال ریمة، در ناحیهٔ (عزلة النوفان)، از توابع استان صَعده در کشور یمن در شبه جزیره عربستان است. 
جمعیت آن ۲۴۶ نفر (۱۰ خانوار) می‌باشد.